# Cynathea
Cynathea is een geslacht van spinnen uit de  familie van de Thomisidae (krabspinnen).

## Soorten
- Cynathea bicolor (Simon, 1895)
- Cynathea mechowi (Karsch, 1881)
- Cynathea obliterata (Simon, 1895)